# نادي الأمل (ليبيا)
نادي الأمل الليبي تأسس في مدينة ترهونة، وكان نادي الأمل من أبرز الأندية في الستينيات. في العام 1984 تم إنشاء الساحة الشعبية بترهونة، حيث نقل مقر نادي الأمل وخصصت أراضي النادي القديمة لإنشاء سوق استثماري إلا أن السوق لم يكتمل بسبب الاختلاس فتراجع النادي في السنوات الأخيرة تحصل النادي على درع بطولة المنطقة الوسطى سنة 1979